# Oliver Henkel
Pour les articles homonymes, voir Henkel (homonymie).
Oliver Henkel, né le 9 novembre 1973 à Lübeck, est un auteur allemand de science-fiction.
Il a surtout écrit des uchronies. Il travaille dans le secteur de l'informatique et vit à Lübeck en Allemagne du Nord.

## Œuvres

### Romans
Son premier roman, Die Zeitmaschine Karls des Großen [La machine à remonter le temps de Charlemagne], paru en 2001, reçoit en 2002 le Prix allemand de science-fiction. Ce roman décrit un monde dans lequel l'Empire romain ne se serait pas effondré. En 2002, il publie son second roman, Kaisertag [Le jour de l'Empereur], qui se déroule en 1988, dans une Allemagne qui n'a jamais connu la Première Guerre mondiale.
- 2001 - Die Zeitmaschine Karls des Großen ;
- 2002 - Kaisertag ;

### Nouvelles
- 2004 - Wechselwelten [Mondes alternatifs], recueil de nouvelles uchroniques ;
- 2005 - Adolf Hitler auf Wahlkampf in Amerika [Adolf Hitler en campagne électorale en Amérique], in Die Legende von Eden [La légende d'Éden], recueil de nouvelles de science-fiction édité par Helmmut W. Mommers, Shayol Verlag, 2005.